# Moema hellneri
 Moema hellneri  és un peix de la família dels rivúlids i de l'ordre dels ciprinodontiformes.

## Distribució geogràfica
Es troba a Sud-amèrica: Perú (riu Amazones).